# 乔治·詹姆斯·奥尔曼
乔治·詹姆斯·奥尔曼（英語：George James Allman，1812年—1898年11月24日）是一位爱尔兰生态学家、植物学家和动物学家，苏格兰爱丁堡大学自然历史榮譽退休教授，曾任倫敦林奈學會和不列顛科學協會会长。